# Thyasira vulcolutre
Thyasira vulcolutre is een tweekleppigensoort uit de familie van de Thyasiridae. De wetenschappelijke naam van de soort is voor het eerst geldig gepubliceerd in 2008 door Rodrigues & Oliver.